# Lena Nazaryan
Lena Nazaryan (in armeno Լենա ՆազարյանԼենա Նազարյան; Erevan, 3 marzo 1983) è una politica e giornalista armena.
Lena Nazaryan (armeno: Լենա Նազարյան, nato il 9 marzo 1983) è un politico armeno e membro dell'Assemblea nazionale armena. Come membro del consiglio direttivo del Partito Contratto Civile, ha corso sotto la coalazione "Una via d'uscita" (Yelk) durante le elezioni parlamentari del 2017 ed è stata eletta dalla lista nazionale di Yelk.
L'11 aprile 2018, si unì ad Ararat Mirzoyan per accendere i fumogeni nell'Assemblea nazionale armena per richiamare l'attenzione sulle proteste contro la transizione di Serzh Sargsyan dal Presidente a Primo Ministro. Le proteste portarono alla fine alle dimissioni di Sargsyan, all'elezione di un governo provvisorio guidato da Karen Karapetyan e infine all'elezione di Nikol Pashinyan a Primo Ministro .
Il 15 gennaio 2019 è stata candidata per la coalizione "Il mio passo" alla carica di Vice Presidente della Assemblea nazionale armena insieme al collega Alen Simonyan. Entrambi sono stati eletti. 124 deputati hanno votato a favore della candidatura di Lena Nazaryan, mentre tre hanno votato contro.

## Carriera professionale
Si è laureata presso la Facoltà di Giornalismo della YSU (Università statale di Erevan), contemporaneamente ha frequentato un corso di un anno presso la Scuola di Giornalismo Armeno.

## Vice Presidente dell'Assemblea Nazionale Armena
Prima di candidarsi come candidato politico, Lena Nazaryan ha lavorato come giornalista per Hetq e come coordinatore per i programmi elettorali nella filiale armena di Transparency International, ha svolto il "Servizio Civile Europeo" in Romania.

## Menzioni e premi
Nel 2013, ha ricevuto il Freedom of Speech Award dall'Asparez Journalists 'Club.